# Sperbersbach (Dobelbach)
Der Sperbersbach ist ein 4,4 km langer Bach auf der Hohenloher Ebene im nördlichen Baden-Württemberg, der bei Untermünkheim im Landkreis Schwäbisch Hall mit dem linken und nördlichen Heiligenbach zum nur kurzen Dobelbach zusammenfließt, der dann im Dorf bald von links in den mittleren Kocher mündet. 

## Geographie

### Verlauf
Der Sperbersbach entsteht etwa 2,0 km nordwestlich der Ortsmitte von Schwäbisch Hall-Gailenkirchen am Ostabfall der Waldenburger Berge auf die Hohenloher Ebene  unter dem Kreuzstein auf etwa 440 m ü. NHN. Er fließt schnell die etwa 20 Höhenmeter bis zum Wiesenrand hinab und dann in den Auwiesen stets nahe an der südlichen Kante des östlichen Waldvorsprung um das Kupfermoor im Norden herum entlang nach Osten. Nach etwa 2 km löst er sich auf etwa 370 m ü. NHN vom inzwischen felderbegrenzten Waldrand und unterquert dann zuerst die Bahnstrecke Heilbronn–Crailsheim, anschließend die Schwäbisch Haller Westumgehung K 2576.
In beständigem Westlauf berührt er den Südrand des Untermünkheimer Weilers Wittighausen. Hier, auf etwa 355 m ü. NHN, unterquert er die Alttrasse der K 2576 und tritt, begleitet von der K 2575 nach Untermünkheim, abrupt in seine steile und enge Waldklinge ein. Links über dieser liegt, aus der Klinge nicht einsehbar, der Wittighausener Steinbruch. Nach etwa 1,3 km östlichem Schluchtlauf, während dessen ihn die Kreisstraße einmal quert, fließt er auf 288,3 m ü. NN etwas vor dem Ortsrand Untermünkheims mit dem ebenfalls aus einer Waldklinge zuletzt aus Nordwesten kommenden Heiligenbach zum Dobelbach zusammen. Dieser mündet dann nach Durchqueren des Ortes etwa einen Kilometer weiter von links in den mittleren Kocher.
Der Sperbersbach ist zwar länger als der Heiligenbach, hat aber weniger an Einzugsgebiet, weshalb der Heiligenbach als der hydrologische Hauptquellstrang des Dobelbachs angesehen wird.

### Einzugsgebiet
Der Heiligenbach hat ein Einzugsgebiet von 2,7 km² Größe, das sich vom Trauf der Waldenburger Berge ganz im Westen etwa 4,0 km weit bis zum Zusammenfluss im Osten erstreckt; quer dazu weitet es sich auf eine Breite von maximal etwa 1,1 km. Jenseits der prominenten und kurzen Wasserscheide im Westen fließt das Altenhaubächle zur oberen Bibers. Die nördliche grenzt ans Einzugsgebiet der oberen Kupfer. Im Süden entwässert der Gailenkirchener Schmiedbach in etwa parallelem Ostlauf zum Kocher, der auch Vorfluter der anderen ist, welche ihn jedoch viel weiter aufwärts bzw. abwärts erreichen. 
Der höchste Punkt im Einzugsgebiet liegt im Alten Hau am Hochebenenrand der Waldenburger Berge auf etwas über 510 m ü. NHN. Etwa 1,0 km² der Fläche sind Wälder, davon stehen vier Fünftel am Abhang der Waldenburger Berge auf einem im Norden früher ansetzendem Bogen nach Westen um die Flurbucht Auwiesen (Waldgewanne Auwald und Wieselesrain im Norden, Hebsack im Süden), das übrige Fünftel steht in der Unterlaufklinge. Die durchlaufene offene und flachhügelige Flur steht fast ganz unter dem Pflug.
Der einzige Siedlungsplatz ist der am Lauf liegende Weiler Wittighausen, der wie rund die Hälfte des Einzugsgebietes zu Untermünkheim gehört. Fast der ganze, im Westen gelegene Rest liegt auf der Gemarkung von Schwäbisch Hall, ausgenommen nur rund 0,1 km² des obersten Waldhangs im Westen, die zu Waldenburg rechnen.

### Zuflüsse und Stillgewässer
Quelle des Sperbersbaches auf etwa 440 m ü. NHN. am Waldhang unter dem Kreuzstein und über der westlichen Wiesenbucht der Auswiesen. Der Sperbersbach führt etwa auf den ersten 1,5 km Länge unbeständig Wasser.
- Speist drei Kleinweiher auf um 410 m ü. NHN[1] am Eintritt in den Auwiesen, zusammen 0,1 ha.[6]
- Durchläuft einen Weiher auf unter 390 m ü. NHN[1] am Rand der Auwiesen zum Auwald, 0,2 ha.[6]
- Unbeständiger Zufluss, von links und Westnordwesten am Waldrand auf 376,6 m ü. NN[2], ca. 0,4 km.[7] Entsteht im Auwald auf etwa 385 m ü. NHN[1]
- Unbeständiger Feldrandgraben, von links und Westnordwesten kurz vor Wittighausen auf 358,8 m ü. NN[2], ca. 1,1 km.[7] Entsteht in der Ostspitze des Auwaldes auf über 370 m ü. NHN[1]
  - Wiesenast, von links und Osten auf 366,8 m ü. NN[2] neben der Westumgehung, ca. 0,7 km.[7] Entsteht auf etwa 380 m ü. NHN[1]  in den Bühläckern an der Alttrasse der K 2576 nördlich von Wittighausen.

Zusammenfluss des Sperbersbaches auf 288,3 m ü. NN etwa 300 Meter westlich des Ortsrandes von Untermünkheim mit dem linken Heiligenbach zum Dobelbach.

## Geologie
Der Sperbersbach entspringt am Keuperschichtstufenhang im Westen im Gipskeuper (Grabfeld-Formation) und wechselt erst nach dem Zufluss aus dem Auwald in den Lettenkeuper (Erfurt-Formation), der bald in ganzer Breite das Einzugsgebiet einnimmt, ausgenommen nur zwei auflagernde quartäre Lösssedimentbereiche links des Mittellaufes. Mit seiner Klinge bei Wittighausen beginnt der Lauf im Oberen Muschelkalk. Erst kurz vor dem Zusammenfluss erreicht er den Mittleren Muschelkalk.
Bei der Trassierung der Westumgehung wurde nahe bei Wittighausen ein alter Stollen im Lettenkeuper angeschnitten, der hier pyrithaltig ist und im 19. Jahrhundert zur Vitriolerzeugung bergmännisch abgebaut wurde. Der Wittighausener Muschelkalk-Steinbruch schließt die Schichten vom Oberen Hauptmuschelkalk bis zum Lettenkeuper-Hauptsandstein auf. Eine Doline, entstanden durch Auslaugung im unterliegenden Mittleren Muschelkalk, führte im Steinbruchbereich zu starken Schichtverbiegungen.